# برد دلونگ
جیمز برادفورد «برد» دلونگ (زاده ۲۴ ژوئن ۱۹۶۰) مورخ اقتصادی است که استاد اقتصاد در دانشگاه کالیفرنیا، برکلی است. دلونگ به عنوان معاون وزیر امور خارجه ایالات متحده در لارنس سامرز در اداره کلینتون کار می‌کرد.
او یک وبلاگنویس فعال است که «درک واقعیت با هر دو دست نامرئی» موضوعات سیاسی و اقتصادی و همچنین انتقاد از پوشش رسانه ای، از موضوعاتی است که او روی ان‌ها کار کرده‌است. براساس رتبه‌بندی اقتصاددانان در سال ۲۰۱۹ دلونگ توسط مقالات پژوهشی اقتصاد ، ۷۴۶ امین اقتصاددان تأثیر گذار جهان شناخته شده‌است.

## تحصیلات و شغل
وی در سال ۱۹۸۲ در دانشگاه هاروارد فارغ‌التحصیل شد و به دنبال آن تحصیل خود را در مقطع کارشناسی ارشد و دکترای اقتصاد در سالهای ۱۹۸۵ و ۱۹۸۷در دانشگاه هاروارد ادامه داد. استاد راهنمای دکترای وی لارنس سامرز بود.
وی پس از اخذ مدرک دکترای خود، در سالهای ۱۹۸۷ تا ۱۹۹۳ در دانشگاه‌های منطقه بوستون، از جمله ام.ای. تی، دانشگاه بوستون و دانشگاه هاروارد، اقتصاد را تدریس کرد. وی در سال ۱۹۹۲–۱۹۹۱در دانشگاه ملی تحقیقات اقتصادی مشغول به کار بود.
وی در سال ۱۹۹۳ به عنوان دانشیار به برکلی پیوست. از آوریل ۱۹۹۳ تا می ۱۹۹۵، وی به عنوان معاون سیاسی وزیر امور خارجه در وزارت خزانه داری ایالات متحده در واشینگتن، دی سی خدمت کرد.
او روی بودجه فدرال سال ۱۹۹۳، تلاش ناموفق اصلاحات مراقبت‌های بهداشتی، و سیاست‌های دیگر و چندین موضوع تجاری از جمله دور اروگوئه توافق‌نامه عمومی تعرفه‌ها و تجارت موافقت نامه تجارت آزاد آمریکای شمالی، کار کرد. وی در سال ۱۹۹۷ استاد کامل در برکلی شد و از آن زمان تاکنون در آنجا مشغول می‌باشد.
وی یک عضو تحقیقات دفتر ملی تحقیقات اقتصادی (ان.بی.ای. آر) و محقق مهمان در بانک مرکزی فدرال رزرو سان فرانسیسکو بوده‌است، همکار تحقیقاتی وی در این زمینه آلفرد پی اسلون بوده‌است.
دلونگ به همراه جوزف استیگلیتز و آرون ادلین، به عنوان یکی از سردبیران صدای اکونومیست‌ها، است. او همچنین نویسنده کتاب درسی، اقتصاد کلان است، و در چاپ دوم آن با مارتا اولنی همکاری می‌کند. وی همچنین یک ستون بازسازی شده ماهانه برای پروژه سندیکا نوشت.
دلونگ به همراه همسرش ان ماری مارسیاریل، که استاد حقوق (متخصص در حقوق مراقبت‌های بهداشتی) در دانشگاه میزوری در کانزاس سیتی می‌باشد، در برکلی، کالیفرنیا زندگی می‌کند.

## نظرات سیاسی
دلونگ خود را یک تاجر آزاد لیبرال می‌داند. آدام اسمیت، جان مینارد کینز، آندره شلیفر، میلتون فریدمن و لارنس سامرز (که با آنها در مقالات متعددی همکاری داشته‌است) به عنوان اقتصاددانانی که بیشترین تأثیر را در نظریات وی داشته‌اند، عنوان شده‌اند.
در سالهای ۱۹۹۰ و ۱۹۹۱ دلونگ و لارنس سامرز دو مقاله نظری را نوشتند که برای تأیید مقررات مالی مهم نقض اقتصادی در نظر گرفته می‌شد. سامرز وزیر خزانه داری تحت نظارت بیل کلینتون بود.
در مارس ۲۰۰۸، دلونگ باراک اوباما را به عنوان کاندیدای حزب دموکرات برای رئیس‌جمهور تأیید کرد.
دلونگ منتقد همکاری برکلی، جان یو، استاد حقوق که در دفتر مشاور حقوقی تحت ریاست جمهوری جورج دبلیو بوش کار می‌کرد بود. یو شکنجه را در دولت بوش مجاز برای استفاده از شکنجه در طول جنگ با ترور و ترسیم تئوری واحد اجرایی عنوان کرد. دلوونگ نامه ای به صدر اعظم برکلی، رابرت بیرژنو، نوشت که خواستار عزل یو در فوریه ۲۰۰۹ بود.
در سال ۲۰۱۹، دلونگ گفت که او و سایر نئولیبرال‌ها به‌طور قطع اشتباهاتی در سیاست‌های اقتصادی کرده‌اند.
در حالی که وی همچنان معتقد بود که «سیاست‌های خوب افزایشی» ممکن است برتر باشد، با این حال به این نتیجه رسید که آنها از نظر سیاسی غیرقابل دستیابی هستند. (به دلیل عدم حضور جمهوری خواهان که مایل به دستیابی به چنین اهدافی هستند)
براساس صفحه وب دانشکده وی، علایق تحقیقاتی وی شامل "انقلابهای تطبیقی تکنولوژیکی و صنعتی؛ امور مالی و کنترل شرکتها، رشد اقتصادی؛ ظهور و سقوط سوسیال دموکراسی؛ شکل بلند مدت تاریخ اقتصادی؛ اقتصاد سیاسی سیاست پولی و مالی است. بحرانهای مالی و اقتصاد کلان قرن بیستم؛ سرمایه‌گذاری رفتاری؛ تاریخ اندیشه اقتصادی؛ ظهور غرب؛ دلایل رکود بزرگ می‌باشد.